# Fronteiras
Fronteiras este un oraș în Piauí (PI), Brazilia.